# Минакши
Мина́кши (IAST: mīnākṣi, там. மீனாட்சி, «Рыбьеглазая») — одна из аватар супруги бога Шивы — индуистской богини Парвати. Культ Минакши широко распространён в Южной Индии. Она является одной из немногих индуистских богинь, которой посвящён крупный храм — храм Минакши в Мадурае, штат Тамил-Наду. В тамильском эпосе «Шилаппадикарам» Минакши описывается как богиня-воительница с полумесяцем в волосах, с двумя руками. В левой руке Минакши держит цветок лотоса, а в правой — меч. Описывается, что правая сторона её тела малинового цвета, а левая — черноватого.
Согласно легенде, однажды Индра убил демона, который не причинял никому вреда. Тем самым, Индра навлёк на себя проклятие, в результате которого вынужден был непрерывно странствовать. После долгих скитаний Индра начал поклоняться лингаму в лесу и таким образом освободился от проклятия. В знак благодарности он построил небольшой храм и поместил в него лингам. Неподалёку располагался город Манавур, который был столицей царя пандьев Малаядхваджи. Узнав о существовании чудотворного лингама, Малаядхваджа возвёл на этом месте величественный храм и основал город Мадурай, который впоследствии стал процветающим княжеством.
У Малаядхваджи не было детей, но после поклонения лингаму он получил благословение от Шивы. В результате на свет появилась Минакши, чьё рождение было мистическим: она не родилась из лона матери, а была найдена Малаядхваджей на берегу океана. Минакши была воплощением самой Парвати, вынужденной родиться на земле в результате проклятия разгневавшегося на неё Шивы. Минакши имела три груди и глаза в форме рыб. Риши Нарада предсказал, что третья грудь у Минакши исчезнет после того, как она встретит своего будущего мужа и что она будет непобедимой в битве.
После смерти Малаядхваджи Минакши взошла на престол и умело управляла царством. Во время одного из военных походов Минакши посетила Гималаи, где встретилась с Шивой. При виде Шивы её третья грудь исчезла. Множество богов и богинь пришли на Землю для того, чтобы принять участие в свадебной церемонии Минакши и Шивы. На свадебном пиру все присутствовавшие боги отказались вкусить изысканные яства до тех пор, пока Шива не станцует свой космический танец. В результате танца Шивы перед своей супругой вся жизненная сила слилась с красотой, и Минакши слилась с лингамом, который стал олицетворением жизни и красоты. В X веке в Тамил-Наду заметно возросла популярность культа Минакши, в результате чего в храме Минакши для богини было возведено отдельное святилище.